# 벤 포스터 (축구 선수)
벤 앤서니 포스터(Ben Anthony Foster, 1983년 4월 3일 ~ )는 잉글랜드의 은퇴한 축구 선수로 과거 골키퍼로 활약했다.
2022년 9월 15일, 39세의 나이로 현역에서 은퇴하였다.
2023년 3월 23일, 부상을 당한 롭 레인튼 대체자로 렉섬과 계약을 맺으며 현역 복귀하였다. 6월 9일, 1년 재계약을 맺었다. 8월 21일, 두번째 은퇴 선언을 했다.

## 클럽 경력
레이싱 클럽 워릭에서 클럽 경력을 시작한 포스터는 잠재성을 인정받아 2002년 스토크 시티 FC에 입단하였다. 하지만 단 한 경기도 뛰지 못하고 계약 기간 내내 임대생활을 전전해야 했다.
전환점은 2005년 렉섬에서의 활약이었다. 렉섬으로 임대된 포스터는 렉섬 소속으로 반스 트로피에 출전하여 놀라운 활약을 보여 팀을 우승으로 이끌었다. 당시 반스 트로피 결승전에서 맨체스터 유나이티드의 감독이었던 알렉스 퍼거슨은 아들인 대런 퍼거슨이 이끄는 렉섬의 경기를 보기 위해 경기장을 찾았다가 포스터의 놀라운 활약을 보고 그를 영입하게 된다.
2005년 7월 19일 스토크 시티를 떠나 맨체스터 유나이티드에 입단한 포스터는 1군 경험을 위해 곧바로 왓퍼드에 임대되었고, 뛰어난 활약을 펼쳐 왓퍼드를 챔피언십리그 2위로 이끄는 원동력이 되어 왓퍼드의 프리미어리그 승격에 큰 공헌을 한다.
왓퍼드의 감독 부스로이드의 강한 요청으로 2006-2007 시즌 또한 왓퍼드로 재임대되어 리그 최약체였던 팀을 위해 고군분투하였으나, 끝내 왓퍼드는 승격 첫 시즌만에 프리미어리그에서 강등되었다.
시즌 종료 후 맨체스터 유나이티드로 돌아온 포스터는 에드윈 판 데르 사르의 후계자 자리를 놓고 토마시 쿠슈차크와의 치열한 경쟁이 예상되었으나 오른쪽 무릎의 십자 인대 부상으로 인하여 수술을 받는다.
재활을 거친 후 포스터는 2008년 3월 6일 리저브 경기인 미들즈브러전에서 복귀하였다. 당분간 컨디션을 조절하며 리저브 경기에서 나설 것으로 예정되어 있었으나, 1군 팀의 주전인 반 데 사르와 백업이었던 토마시 쿠슈차크가 연달아 부상으로 이탈하여 포스터가 급히 기용되게 된다.
그들을 대신하여 2008년 3월 15일 프리미어리그 더비 카운티 전에서 맨체스터 유나이티드 소속으로서 공식 데뷔전을 치른다. 피치의 상태도 좋지 않고, 무엇보다 부상으로 인한 장기 공백에서 복귀한 지 얼마 되지 않는 상황이었음에도 불구하고 포스터는 두번의 결정적인 선방을 펼치는 등 팀의 승리에 공헌, 하여 프리미어리그 데뷔전이자 맨체스터 유나이티드에서의 첫 경기를 훌륭하게 장식했다. 그리고 09 칼링컵 결승전 토트넘과의 경기에서 몆 차례 결정적인 선방까지 해내 잉글랜드 카펠로 감독의 눈에 들어와 잉글랜드 국가대표까지 발탁되었다. 09-10시즌 반데사르의 부상으로 인해 주전출전 횟수가 많아졌는데 맨체스터 시티와의 1라운드 대결에서 판단 미스로 인한 대규모의 실책으로 실점을 한 뒤 토마시 쿠슈차크에게 반데사르의 백업 자리를 내주었고 알렉스 퍼거슨 감독의 시선에도 멀어졌다. 때마침 골키퍼 공백이 생긴 버밍엄 시티 FC의 부름을 받아 2010년 5월 20일에 3년 계약으로 이적하였다. 2011년 시즌에 웨스트브로미치 앨비언 FC으로 임대되었다가 이듬해 정식 이적하였다.

## 국가대표팀
2006년 5월 26일, 포스터는 잉글랜드 대표팀의 골키퍼인 로버트 그린의 부상으로 인해 잉글랜드의 2006 독일 월드컵의 예비 멤버에 포함된 경력이 있으며, 2006년 8월 16일 친선 경기인 그리스전을 통해 국가대표팀에 정식으로 선발되었다. 그 후 꾸준히 잉글랜드 축구 국가대표팀의 명단에 이름을 올렸으나 번번이 부상으로 인해 데뷔전을 미뤄야 했다.
2007년 2월 7일 스페인전에 선발 출장하여 국가대표팀 첫 경기를 가진 포스터는 비록 0:1으로 패하긴 했으나 여러 차례의 선방과 눈에 띄는 경기력을 이끌어냈다.
2009년 토트넘 홋스퍼와의 칼링 컵 결승전에서 자신의 가치를 증명해 보였고, 이를 지켜본 파비오 카펠로 잉글랜드 국가대표팀 감독은 포스터를 대표팀으로 선발하여 슬로베니아전에 출전하였다.

## 유튜브 채널
포스터는 "The Cycling GK"라는 유튜브 채널을 보유하고 있다. 이 채널에서는 골 라인 뒤에있는 GoPro에 담긴 경기 장면을 포함하여 훈련 영상과 왓퍼드 경기 당일 브이로그를 주로 올리고 있다. 이 채널은 2022년 7월을 기준으로 112만 명이 넘는 구독자와 8,500만 회 이상의 조회수를 기록하였다. 그는 또한 "Fozcast - The Ben Foster Podcast"라는 팟캐스트를 가지고 있으며, 유튜브에서 시청할 수 있다.

## 수상 경력
- 프리미어리그 우승 - 2007-08, 2008-09
- FA 커뮤니티 실드 우승 - 2008
- FIFA 클럽 월드컵 우승 - 2008
- 칼링 컵 우승 - 2009, 2010

## 클럽 경력
- 칼링 컵 MVP:2009